# Frederik Herman Spengler
Frederik Herman Spengler (Tetz, 2 april 1795 – De Bilt, 22 maart 1865) was van 1844 tot zijn dood burgemeester van De Bilt en van 1850 tot 1864 lid van de provinciale staten van Utrecht. Hij was ook verbonden aan de Nederlandse Handel-Maatschappij en verbleef een aantal jaren in Nederlands-Indië.
Spengler was van 1835 tot zijn dood 1865 eigenaar van landhuis 'Het Klooster' in De Bilt, ook wel Koelenberg genoemd. In 1866 verkocht zijn weduwe het aan C.W.F. baron Van Boetzelaer. Anno 2022 is er de Fiscale inlichtingen- en opsporingsdienst (FIOD) gevestigd, op het terrein van het KNMI.

## Privé
Frederik Herman Spengler was de zoon van Johan Heinrich Rudolf Spengler (Duitsland) en Maria Gertrud Sackerman (Duitsland). Hij huwde op 23 september 1827 te Batavia met Johanna Wilhelmina Diederica Ernestina Louisa Bussingh. Een van hun zoons was Johan Albert Spengler, van 1867 tot 1872 burgemeester van  Breukelen-Nijenrode.